# Gunnar (runristare)

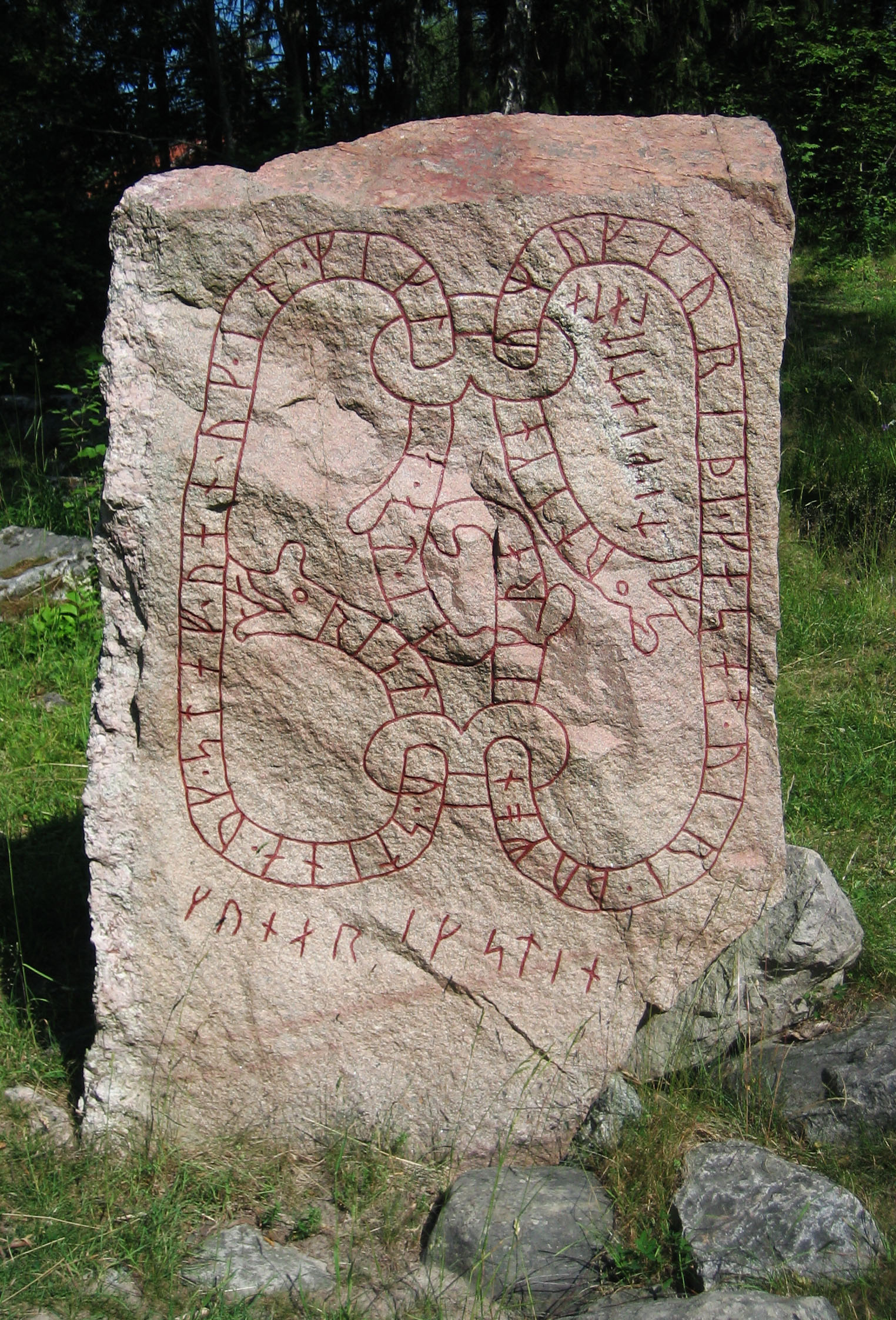
Runsten U 226 på Arkils tingstad. Under runslingorna står: "Gunnar högg stenen".

Gunnar var en uppländsk runristare som var verksam under tusentalets första hälft. Hans ornamentik med kopplade slingor och naivt tilltrubbade ormhuvuden går i en typisk Ringerikestil: Pr1-Pr2. En del av hans runormar är dock huvudlösa och slingorna löper i flera varv runt ett i regel stort och prydligt kors. Många av hans välarbetade inskrifter har dessutom fått en versifierad form.
Gunnar anses vara upphovsmannen bakom minst 27 olika runstenar belägna i Bro, Lyhundra, Orkesta, Skederids, Spånga, Täby, Vallentuna och Össeby-Garns socknar.
Hans signatur är: "Kunar ik stin", med betydelsen "Gunnar högg stenen", vilket står på U 226, en minnessten som restes på Arkils då nyanlagda tingsplats i Bällsta, Vallentuna socken.

## Signerade inskrifter
- parstenar U 225 och U 226, den sista är signerad: kunar ik stin

## Attribuerade inskrifter
- U 61
- U 69
- U 103
- U 160
- U 161
- U 169
- U 186
- U 187
- U 188
- U 189
- U 200
- U 201
- U 221
- U 224
- U 225
- U 258
- U 276
- U 319
- U 323
- U 326
- U 327
- U 328
- U 336
- U 338
- U 341
- U 349
- U 355
- U 358
- U 371
- U 430
- U 490
- U 502
- U 504
- U 508
- U 512
- U 518
- U 539
- U 586
- U 587
- U 617
- U 785
- U Fv1979;244B